# Raphael Jost
Raphael Jost (* 5. April 1988) ist ein Schweizer Musiker (Gesang, Klavier), der im Jazz- und Pop-Bereich aktiv ist.

## Leben und Wirken
Jost wuchs in Basadingen im Schweizerischen Kanton Thurgau auf und begann im Alter von sechs Jahren mit dem Klavierspielen. Sein Interesse am Gesang wurde im Alter von 18 Jahren durch Jamie Cullum geweckt. Sein Musikstudium im Fach Jazz-Piano absolvierte er an der Zürcher Hochschule der Künste, wo er u. a. bei Andy Harder, Chris Wiesendanger und im Nebenfach Jazzgesang bei Marion Denzler studierte. Seinen Master-Abschluss in Musikpädagogik/Performance machte er 2013.
Im Frühling 2014 veröffentlichte Jost sein Debütalbum Don't Blame Me, welches er grösstenteils mit seiner achtköpfigen Formation Raphael Jost & lots of horns eingespielt hat. 2015 legte er ein Album mit seinem Standards Trio vor. Er trat u. a. am Montreux Jazz Festival (2011), am Cheltenham Jazz Festival, am International Jaffa Jazz Festival Tel Aviv, am Schaffhauser Jazzfestival, am Blue Balls Festival Luzern oder auf den Winterthurer Musikfestwochen auf.
Im Oktober 2018 veröffentlichte Jost unter dem Label Enja Records das Album Moosedays. Eingespielt mit seiner Band Raphael Jost & lots of horns in einem Tonstudio bei Göteborg, enthält das Werk 12 Songs, 10 davon sind Eigenkompositionen.

## Preise und Auszeichnungen
Beim Europäischen Nachwuchs-Jazzpreis im Rahmen der Jazzwoche Burghausen 2012 wurde Jost mit dem Solistenpreis ausgezeichnet.  Für den Jazzpreis der Zürcher Kantonalbank 2013 wurde er nominiert. 2015 wurde er mit seiner Band Raphael Jost & lots of horns mit dem Swiss Jazz Award ausgezeichnet.

## Diskografie

### Alben
- 2014: Don't Blame Me
- 2015: Raphael Jost Standards Trio - Volume One
- 2016: Raphael Jost Standards Trio - Volume Two
- 2017: Raphael Jost Standards Trio - Volume Three

- 2018: Moosedays
- 2018: Raphael Jost Standards Trio - Volume Four[5]

### Singles
- 2014: Donkeys or Monkeys